# Овчинников, Леонид Миронович
Леони́д Миро́нович Овчи́нников (1922—2004) — советский врач, Герой Социалистического Труда (1978).

## Биография
Родился 20 августа 1922 года на станции Зуевка Вятской губернии в семье железнодорожного рабочего.
В 1940 году поступил в Кировский государственный педагогический институт имени В. И. Ленина, однако через год, после эвакуации института в Яранск, вернулся на родину и до 1947 года работал в железнодорожном депо токарем, молотобойцем, мойщиком паровозов. Затем поступил на учёбу в Ижевский медицинский институт, который закончил в 1952 году.
В 1952—1955 годах работал врачом участковой больницы в деревне Онежье Коми АССР.
С 6 декабря 1955 года по 5 января 1993 года — цеховой врач Медико-санитарной части № 52 в городе Кирово-Чепецке Кировской области.
В тесном контакте с санитарной службой, отделом техники безопасности и администрацией Кирово-Чепецкого химического комбината занимался улучшением санитарно-гигиенических условий труда. Использовал новейшие достижения медицинской науки. Инициатор многих начинаний в медицинской практике.
С 1974 года профессиональных заболеваний в обслуживаемых Л. М. Овчинниковым цехах не было.
23 октября 1978 года Л. М. Овчинникову за заслуги в развитии народного здравоохранения было присвоено звание Героя Социалистического Труда.
В 1993 году вышел на заслуженный отдых.
Скончался 10 ноября 2004 года. Похоронен в Кирово-Чепецке.

## Награды
- Герой Социалистического Труда (1978 год)
- Орден Ленина (1978 год)
- Орден «Знак Почёта» (1971 год)
- Юбилейная медаль «За доблестный труд. В ознаменование 100-летия со дня рождения Владимира Ильича Ленина» (1970 год)
- Значок «Отличнику здравоохранения» СССР